# Semasiologia
In semantica lessicale, la semasiologia è un'attività basata sull'individuazione dei significati assunti da uno stesso segno in un dato tempo e spazio (talora in diacronia e in diatopia).
La semasiologia è strettamente affine all'onomasiologia, un percorso di analisi opposto e complementare. Nella prospettiva dell'atto linguistico, chi parla procede onomasiologicamente, in quanto elabora significanti e struttura per esprimere i propri contenuti; chi ascolta, al contrario, procede semasiologicamente, in quanto parte dai significanti che sente e provvede ad attribuirvi un contenuto.

## Dizionari semasiologici

L'analisi onomasiologica esamina le diverse denominazioni di nozioni, concetti e oggetti. Ponendo a confronto varie lingue, per esempio, è possibile indagare i diversi nomi di uno degli oggetti presenti nella figura.

La gran parte dei dizionari in commercio è di tipo semasiologico: disposti in ordine alfabetico, ognuno dei lemmi riportati (di per sé segni arbitrari) è fornito di una o più definizioni (sfumature di significato incluse).
Se la semasiologia si interroga sul significato di un determinato segno ("Cosa significa computer?"), l'onomasiologia procederà inversamente, domandandosi quali siano in una data lingua i significanti degli oggetti sopra raffigurati.

## Storia del termine
Impiegato per la prima volta dal filologo tedesco Karl Christian Reisig (1792-1829) per designare la scienza del significato, il termine semasiologia sopravviverà con tale significato – nonostante la fortunata diffusione del termine semantica, proposto dal glottologo francese Michel Bréal (1832-1915). Per questa ragione, talora si intende semasiologia come forma desueta di semantica , soprattutto in opposizione a onomasiologia.